# Veronica myriantha
Veronica myriantha är en grobladsväxtart som beskrevs av Tos. Tanaka. Veronica myriantha ingår i släktet veronikor, och familjen grobladsväxter. Inga underarter finns listade i Catalogue of Life.